# Gourabe
Pour les articles homonymes, voir Grab.

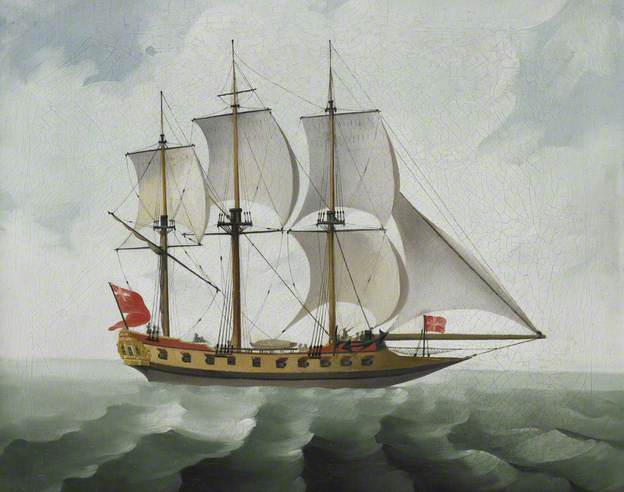
La Gourabe Bombay (British Library)

Une gourabe (ou grab) est type de voilier de commerce ou de guerre, de grande taille, utilisé aux XVIIIe et XIXe siècles sur les côtes de l'Inde. La gourabe présente deux mâts (gréés en brick ou en senau) à trois mâts et une coque à fond plat, très large, avec une proue pointue.

## Étymologie
Le terme gourabe vient de l’arabe ghurāb' ou 'ghorāb', signifiant corbeau, qui est passé dans les langues marathi et konkani.

## Conception
La gourabe est une évolution indienne de la galère. Elle combine une coque indigène à la proue pointue, avec ou sans beaupré, et une voilure carrées de type européenne sur deux ou trois mâts. Le plan de voile était généralement celui d'un senau ou d'un brick pour les versions à deux mâts et d'une corvette pour les versions à trois mâts. La taille pourrait aller de 150 à 500 tonneaux (builder's old measurement).
Une description des gourabes de Kanhoji Angria en 1750 rapporte que leur profil se rétrécit à partir du milieu de la coque, et que certaines sont pourvues de proues du type de celles des galères méditerranéennes, avec un pont au niveau du pont principal, mais séparé par une cloison. Par mer forte, le navire tangue violemment, ainsi les côtés de la proue sont ouverts pour faciliter l’évacuation de l’eau. L’armement se compose de canons de 6 ou 9 livres situés à la proue ou sur les côtés.
Le tirant d’eau est généralement faible, et le bâtiment plutôt large par rapport à sa longueur.
Les gourabes ont coexisté avec un autre type de navire plus petit à voile latine : le galivat.

## Exemples de navires
La Marine indienne, la marine de la Compagnie des Indes orientales, a eu deux gourabes du nom de Bombay, dont les années d’activité se sont chevauchées. Elles avaient été construites par le Bombay Dockyard. Il s’agit des vaisseaux suivant : 
- Bombay, équipée de 24 canons, construite en teck en 1739. La plupart de son service est consacrée au convoyage de vaisseaux marchands pour les protéger des pirates. Elle est détruite le 29 septembre 1789 par un incendie dans le port de Bombay[5].
- Bombay, équipée de 32 canons, construite en 1750[5].